# Meitei
I meitei, noti anche come manipuri, sono un gruppo etnico originario dello stato di Manipur, nell'India nordorientale. I meitei si stabilirono storicamente nella regione della Valle di Imphal, nell'odierna Manipur, sebbene una parte considerevole della popolazione viva tuttora negli stati indiani di Assam, Tripura, Nagaland, Meghalaya e Mizoram. Notevole anche la presenza di meitei nei paesi limitrofi, come Myanmar e Bangladesh. Il gruppo etnico dei meitei rappresenta circa il 53% della popolazione di Manipur.

## Origini e storia
Le prime sezioni del Cheitharol Kumbaba, una cronaca tradizionale meitei, registrano il graduale diffondersi del popolo nel Manipur e la loro assimilazione di altri clan in una confederazione.
Esistono solo alcuni reperti sotto forma di documenti scritti sulla storia meitei, unicamente riguardanti gli intervalli tra l'età del ferro e il primo millennio nell'India nordorientale. La storia geopolitica della regione e le origini etno-linguistiche degli abitanti sono in gran parte sconosciute.

## Lingua
Il popolo meitei parla la lingua meitei (conosciuta anche come lingua manipuri), una lingua tibeto-birmana. Il meitei è una delle lingue ufficialmente riconosciute dell'India ed è stata inclusa nell'Ottavo Allegato della Costituzione dell'India nel 1992.
Storicamente, il meitei era scritto in caratteri indigeni, chiamati Meitei Mayek. La scrittura è stata sostituita da un sistema basato sull'alfabeto bengalese all'inizio del XVIII secolo. Tuttavia il Meitei Mayek ha visto una rinascita negli ultimi decenni ed è ora visibile nei segnali stradali, nei giornali, nella letteratura e nei registri dei procedimenti legislativi.
In Assam, il manipuri viene insegnato nelle scuole primarie e a livello post-laurea all'Università Gauhati. Non è, tuttavia, una lingua ufficialmente riconosciuta dallo stato. In Bangladesh, il manipuri non è generalmente parlato e la minoranza viene istruita in bengalese piuttosto che nella loro lingua nativa.
Alcune delle più importanti opere letterarie, scritte da studiosi di corte in lingua meitei, includono:
- Cheitharol Kumbaba, la cronaca reale dei re meitei
- Wakoklon Heelel Thilel Salai Amailon Pukok Puya, il più antico manoscritto meitei esistente, scritto originariamente nel 1400 a.C. e riscoperto nel 1971
- Puya, una serie di manoscritti conservati (letteralmente significa "accettato dagli antenati")

## Calendario
I meitei seguono un calendario tradizionale, chiamato Maliyafam Palcha Kumsing, che ha 12 mesi e una settimana di 7 giorni, come il calendario gregoriano.

## Cultura

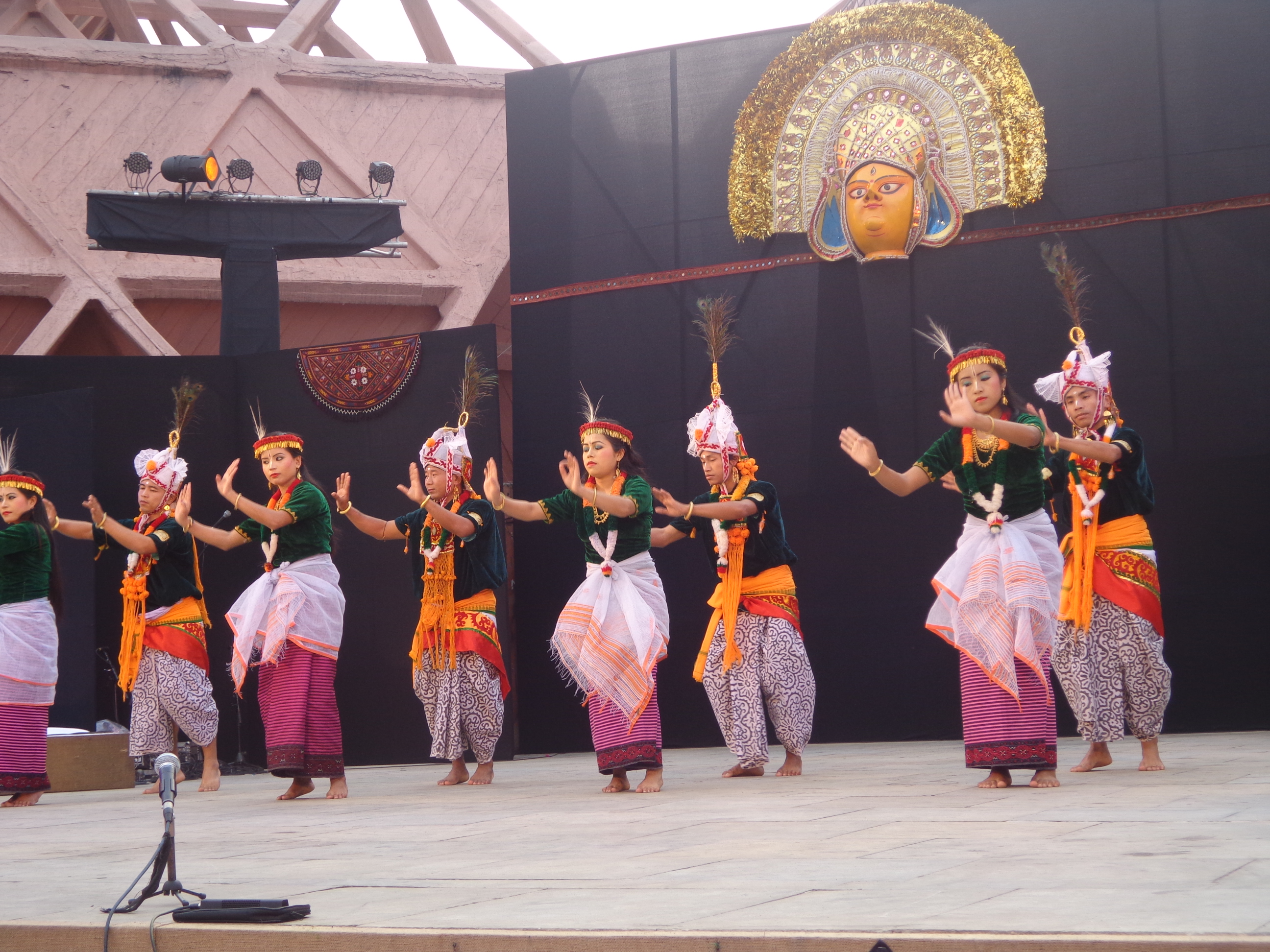
Danza Lai Haraoba

La maggior parte della ricca cultura del Manipur è da attribuire alla civiltà meitei. Sin dai tempi antichi la valle del Manipur rappresentò un crocevia commerciale tra l'India e il Myanmar e gradualmente la zona divenne il fulcro della cultura indo-birmana. Il caratteristico stile di ballo manipuri trae le sue radici dalla forma di danza Lai Haraoba.
I meitei sono anche noti per il loro contributo nell'arte, nella letteratura e nel cinema. Inoltre sono storicamente legati all'equitazione.

### Arte
L'arte marziale Thang-ta è una disciplina di combattimento nata dai cavalieri meitei e descritta anche nei Puya. Implica varie tecniche di combattimento con spade e lance.

### Teatro e cinema
Il primo film manipuri, Matamgi Manipur, è uscito il 9 aprile 1972. Paokhum Ama (1983) è invece il primo lungometraggio a colori, diretto da Aribam Syam Sharma. Lammei (2002) è il primo film meitei ad essere proiettato in un teatro. Con l'aumento della produzione di film, l'industria cinematografica di Manipur si è ampliata e ogni anno vengono realizzati circa 40-50 film.

### Religioni e feste
Secondo il censimento del 2011, i meitei seguono solo due religioni, con una stragrande maggioranza che pratica varianti dell'induismo. Circa il 16% dei meitei crede nel sanamahismo, religione intitolata al dio Sanamahi. Tuttavia molti seguono sia l'induismo che le tradizioni e i rituali religiosi sanamahi. Ad esempio, venerano Sanamahi negli angoli sudoccidentali delle loro case. Tra le feste religiose più significative vi sono Rasalila, Janmastami, Holi, Lai Haraoba, Cheiraoba, Yaosang, Jagannath Rath Yatra, Diwali e Rama Navami.

### Cucina
Riso, verdure e pesce rappresentano la base dell'alimentazione manipuri; viene normalmente consumata anche la carne, ma nei piatti tradizionali meitei questa non viene mai utilizzata. Nei banchetti culturali il riso è la principale fonte di carboidrati e viene servito con verdure, pesce, lumache d'acqua dolce, granchi, ostriche e anguille. Le verdure vengono spesso utilizzate nella preparazione di stufati (Kangsoi), oppure saltate in padella in olio e condite con varie spezie, aggiunte per creare un contorno piccante e oleoso (Kanghou). Nella maggior parte degli stufati e nei curry viene solitamente aggiunto pesce arrosto o fritto per conferire un gusto peculiare. La verdura e la frutta consumate nella regione sono più simili a quelle della cucina del sud-est asiatico, dato che la zona ha un clima diverso rispetto al resto dell'India. Tra gli ingredienti più importanti nella cucina meitei ci sono il pesce fermentato (Ngari), i germogli di bambù, che possono essere sia fermentati (Soibum), che freschi (Ushoi/Shoidon), e i semi di soia fermentati. Inoltre tutti i pasti vengono serviti con un contorno di erbe aromatiche fresche.

### Sussistenza
I meitei vivono principalmente di agricoltura. Il riso è la piantagione principale, ma vengono coltivati anche mango, limoni, ananas, arance, guaiave e altri frutti. Anche la pesca è comune tra la popolazione, sia come professione che come hobby. Le donne tendono a gestire i mercati locali di prodotti alimentari, tessuti e vestiti tradizionali.

### Sport
I tipici sport meitei esistono tuttora, con alcuni addirittura diffusi in tutto il mondo.
Tra di essi vi sono:
- Sagol Kangjei: è una forma arcaica del Polo moderno. Secondo il Guinness World Records (1992), "le origini del polo risalgono alla regione del Manipur, in India, intorno al 3100 d.C., quando veniva giocato sotto il nome di 'Sagol Kangjei'".
- Mukna Kang-jei: è una forma di wrestling. È tradizionalmente considerata la forma più maschile di sport.
- Khong kangjei: è una forma di hockey.
- Kan Sanaba
- Mukna Kangjei
- Oolaobi (Woo-Laobi)
- Arambai Hunba

## Diaspora

### Myanmar

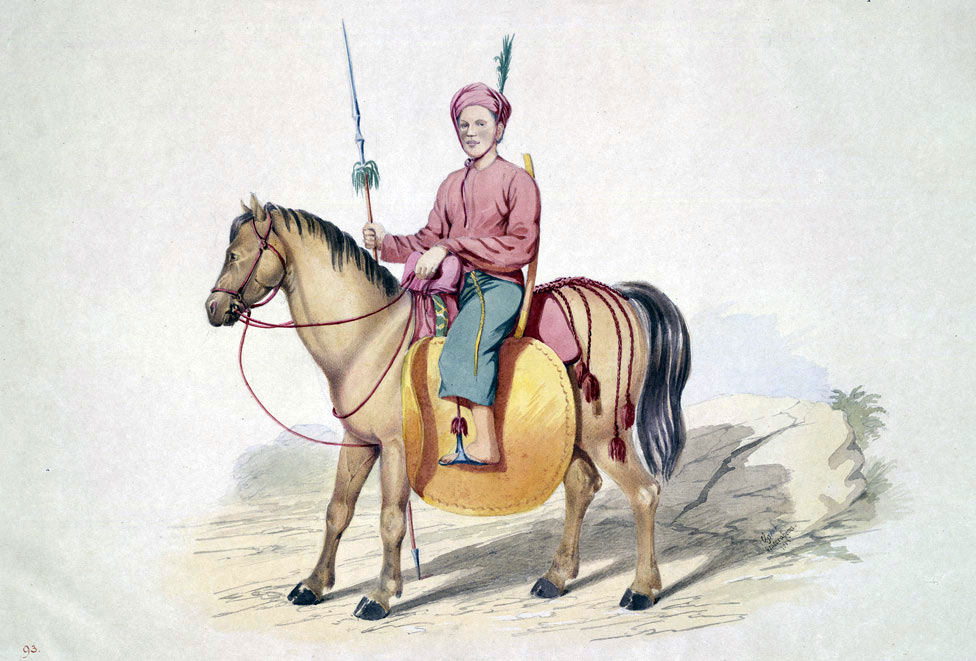
Acquerello del 1855 di un cavaliere Kathe al servizio reale birmano

Il Myanmar ospita una considerevole comunità di meitei, che in birmano si chiamano Kathe. A differenza di altre comunità indù in Myanmar, i meitei assomigliano ad altri gruppi etnici birmani in termini di aspetto fisico, il che ha favorito la loro assimilazione e integrazione nella società birmana. All'inizio degli anni '50, se ne contavano circa 40 000, di cui un terzo risiedeva a Mandalay. Secondo le stime attuali sono circa 25 000. I meitei si sono insediati in tutto il paese, compresi i villaggi vicino a Myitkyina a nord, Homalin, Kalewa e Pyay, al centro del paese, e Yangon a sud. Continuano a praticare l'induismo in Myanmar.
A seguito delle guerre tra il regno meitei e la dinastia Konbaung tra il XVII e il XVIII secolo, molti abitanti furono ricollocati nel regno birmano. Alcuni degli insediamenti nell'odierno Myanmar provengono dalla guerra del 1758–1759 e dall'occupazione birmana del Manipur dal 1819 al 1826. Alaungpaya, durante la prima campagna, ha reinsediato maripuri a Sagaing e Amarapura. Le abilità di cavalleria del popolo meitei furono impiegate nell'esercito reale birmano, dove formarono la cavalleria d'élite (ကသည်းမြင်းတပ်) e i reggimenti di artiglieria (ကသည်းအမြောက်တပ်) che furono impiegati durante le guerre birmano-siamesi. La corte birmana teneva anche un seguito di bramini meitei, chiamati Kathe Ponna (ကသည်းပုဏ္ဏား), per consigliare e condurre rituali di corte.